# Egor Geraščenko
Egor Geraščenko (in russo Егор Геращенко?; Mosca, 23 agosto 1997) è un danzatore russo, primo ballerino del Balletto Bol'šoj dal 2022.

## Biografia
Nato e cresciuto nella capitale russa, ha cominciato a studiare danza all'Accademia statale di coreografia di Mosca, che ha lasciato nel 2015 per perfezionarsi presso l'Accademia di danza Vaganova. Dopo aver conseguito il diploma nel 2017, Geraščenko è stato scritturato dal Balletto Bol'šoj, di cui è diventato primo solista nel 2020 e primo ballerino nel 2022.
Il suo repertorio con la compagnia include alcuni dei grandi ruoli maschili, tra cui Solor ne La Bayadère, Espada in Don Chisciotte, Jean de Brienne in Raymonda, Crasso in Spartak, l'eponimo protagonista ne Lo schiaccianoci e il Principe Desire ne La bella addormentata.